# 斑嘴犀鳥
斑嘴犀鳥屬，或者直稱斑嘴犀鳥，是犀鳥目犀鳥科下的鳥類。牠們分佈在菲律賓及印尼的蘇拉威西島，是較為細小的犀鳥，主要吃果實。牠們的下頜基部有一個起脊的板狀結構。所有斑嘴犀鳥都是兩性異形的，其中雄鳥都呈黑白色；除了民岛犀鸟外，所有雌鳥主體皆為黑色。

## 建立與分類
斑嘴犀鳥屬由德國鳥類學家路德維希·賴興巴赫於1849年建立。其模式種棕尾斑嘴犀鳥是由英國動物學家喬治·羅伯特·格雷隨後指定。賴興巴赫並未有交代其命名原因，但因為他過往喜歡引經據典，所以據推測該詞若不是拼寫錯誤，就是以拉丁語中的（幾乎、接近）和希臘語中的（有冠的）以及（類似的）組合而成的字。
本屬分類於犀鳥科下，與斑盔犀鳥屬為姊妹群。在過去，白頰斑嘴犀鳥也曾為本屬成員，但據研究發現這個物種與其他皺盔犀鳥關係較近而被分出。

## 下屬分類
據世界鳥類學家聯合會的名錄，目前一共有五個物種：
- 呂宋犀鳥 Penelopides manillae (Boddaert, 1783)
- 民岛犀鸟 Penelopides mindorensis Steere, 1890
- 棉岛犀鸟 Penelopides affinis Tweeddale, 1877
- 沙馬犀鳥 Penelopides samarensis Steere, 1890
- 棕尾斑嘴犀鳥 Penelopides panini (Boddaert, 1783)

## 保育狀況
牠們被列為《瀕危野生動植物種國際貿易公約》附錄二的物種，被限制出口及貿易。

## 外部連結
- 维基共享资源上的相關多媒體資源：斑嘴犀鳥屬
- 維基物種上的相關：斑嘴犀鳥屬